# Hollacombe Hill
Hollacombe Hill is een gehucht in het bestuurlijke gebied South Hams, in het Engelse graafschap Devon. Het maakt deel uit van de civil parish Wembury.